# Tejupá (ort)
Tejupá är en ort i Brasilien.   Den ligger i kommunen Tejupá och delstaten São Paulo, i den södra delen av landet, 900 km söder om huvudstaden Brasília. Tejupá ligger 721 meter över havet och antalet invånare är 296 343.
Terrängen runt Tejupá är kuperad västerut, men österut är den platt. Runt Tejupá är det glesbefolkat, med 18 invånare per kvadratkilometer.. Tejupá är det största samhället i trakten.
Omgivningarna runt Tejupá är huvudsakligen savann.